# もう一度君に逢いたい
「もう一度君に逢いたい」（もういちどきみにあいたい）は、1993年12月1日に発売されたTHE ALFEE38枚目のシングル。

## 概要
日本テレビ系『スーパーテレビ情報最前線』主題歌。
カップリング曲は「1994年大阪国際女子マラソン」のイメージソング。マラソンのイメージソングとしては珍しくバラード色の強い作品となった。
「Promised Love」以来4作連続で桜井賢がリード・ヴォーカル。
1996年発売アルバム『LOVE』に新アレンジで収録された。
「Promised Love」以来3作連続でジャケット右下部に表示されていた「Zマーク」が、本作以降は付加されていない。
本作の詞は全て日本語で、英詩（横文字）を一切含まない。高見沢作品で珍しい楽曲の一つである。
本作の詞のイメージから、85年末でサポートメンバーを脱退した山石敬之をレコーディングに起用。

## 収録曲
全曲　作詞・作曲：高見沢俊彦、編曲：THE ALFEE
1. もう一度君に逢いたい
2. 風を追いかけて
3. もう一度君に逢いたい（オリジナル・カラオケ）

## 品番
CD→PCDA-00516

## 収録作品
- THE ALFEE 單曲全集二（#1）
- THE ALFEE SINGLE HISTORY VOL.IV 1991-1994（#1,2）
- LOVE（#1、Acoutic Version）
- THE ALFEE 單曲特集（#1）
- 夢よ急げ -大阪国際女子マラソンイメージソング・アルバム-（#2）
- THE ALFEE 30th ANNIVERSARY HIT SINGLE COLLECTION 37（#1）